# Nau Ivanow
La Nau Ivanow és un espai de residències d'arts escèniques ubicat en una antiga fàbrica de pintures al barri de la Sagrera de Barcelona, de la que pren el nom. Des del 2010, forma part del projecte de Fàbriques de Creació de l'Institut de Cultura de Barcelona (ICUB), i des del 2006 és gestionada per la Fundació Sagrera, tot prenent el relleu de l'Associació Cultural La Nau Ivanow (ACLNI).

## Història

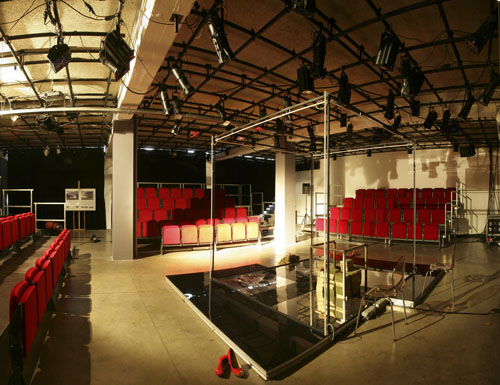
Sala Andy Warhol

El 1959, l'arquitecte Jordi Figueres i Anmella, per encàrrec de l'empresari Víctor Ivanow Bauer, va projectar una fàbrica de pintures en un solar entre els carrers d'Hondures i Ciutat d'Elx i el passatge de Bofarull. Tanmateix, l'edifici no es va començar a construir fins a l'any 1967 i va ser inaugurat el 1968. Era rematat per una coberta a la catalana amb una superfície ondulada ceràmica que el caracteritzava. Malauradament, uns aiguats del 2005 la van enfonsar i no va ser possible reconstruir-la.
El creixement del negoci va provocar el trasllat al polígon industrial de la Zona Franca, per a continuar produint-hi pintures, laques i altres acrílics, fins que va ser venut a la multinacional holandesa AkzoNobel. L'edifici de la Sagrera va ser llogat a diverses empreses del sector tèxtil, com ara Burberry's, Ángel Ortiz i Kevin & Kevin, fins que el 1997 la va adquirir l'arquitecte i fotògraf Xavier Basiana per a establir-hi el seu estudi professional i desenvolupar-hi un centre cultural d'abast ciutadà, inaugurat el 1998.

## Activitat

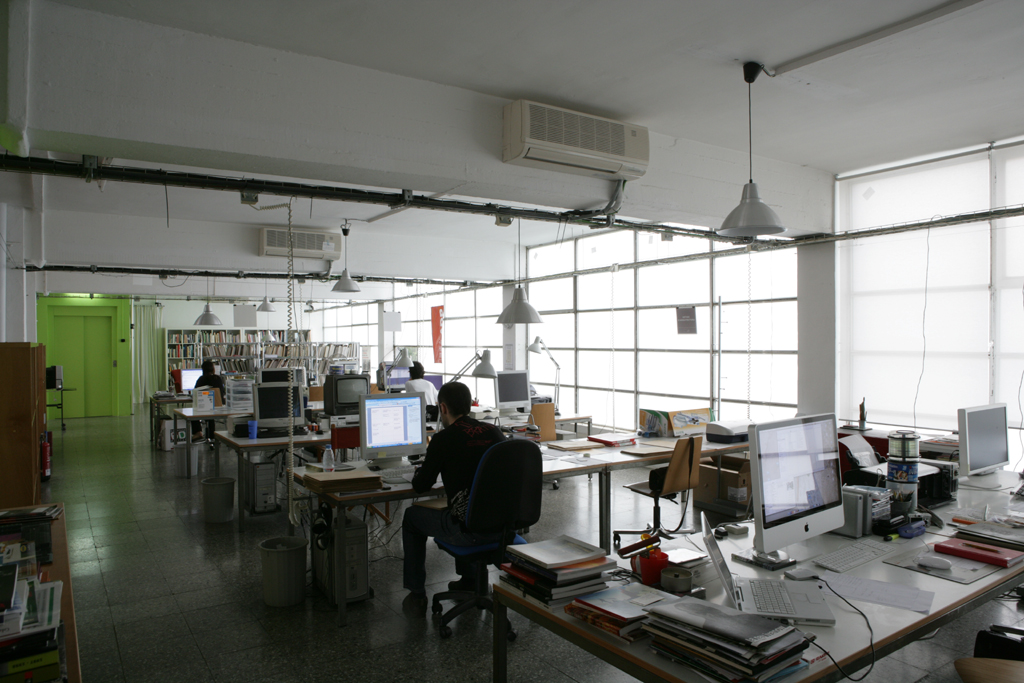
Espai de coworking

La Nau Ivanow és un espai de residències d'arts escèniques que acull i acompanya la creació d'una producció teatral. La seva missió és facilitar els procesos de creació, la mobilitat dels projectes i la internacionalització de les companyies. El seu objectiu és donar resposta, a través de les residències, a les necessitats de les companyies escèniques, en especial aquelles més joves i emergents.
Un altre dels eixos de treball és el territori, entès com un espai obert on les comunitats viuen els processos creatius de manera participativa. Aquest compromís amb el territori i el retorn social que ofereix és un dels valors d'aquest espai.

## Internacionalització

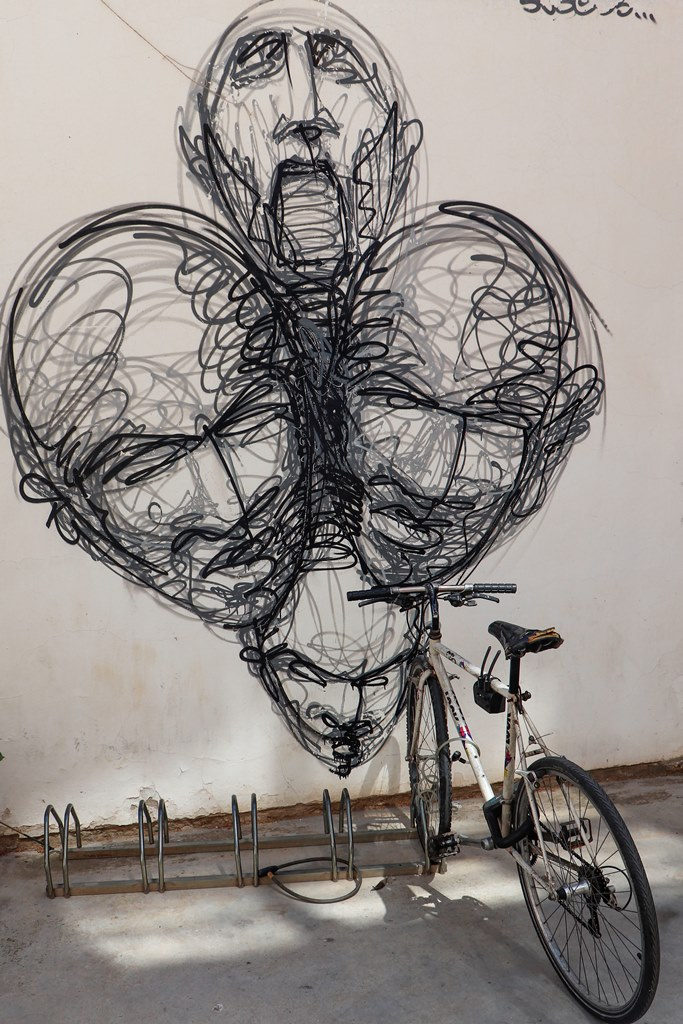
Mural al pati de la nau

Aquest centre ha començat a treballar nous vincles amb espais similars a l'estranger. El 2012 va adherir-se a la xarxa europea Trans Europe Halles i el 2013 va obrir un espai d'allotjament per a creadors d'arreu del món. Aquest mateix any van acollir una trobada internacional, conjunta amb l'Ateneu Santboià i l'Antic Teatre, per reflexionar sobre la relació entre espai públic, ciutadania i pràctiques cultural. Amb la col·laboració de Toni González, consultor per a la mobilitat artística i la internacionalització de la cultural, inicien un Pla d'Internacionalització el 2016 que els porta a crear el mateix any el festival EXIT (Experiències InTernacionals), un punt de referència per proporcionar eines a les companyies que vulguin fer el salt a la internacionalització.
El 2017 la Nau Ivanow crea la primera residència internacional de llarga durada dins del Cicle de creació escènica DespertaLab, conjunt amb Sala Atrium. La primera connexió és amb la ciutat de Guadalajara, a Mèxic, oferint a una companyia tapatía fer residència creativa i exhibir una obra. L'any vinent l'intercanvi es completa oferint a una companyia catalana fer el mateix però a Guadalajara, també obrint una nova connexió amb Xile.

## Premis
L'any 2018, el cicle de creació escènica DespertaLab, promogut per la nau Ivanow i la Sala Atrium va rebre el Premi FAD Sebastià Gasch en la categoria Aplaudiment a la Creació Emergent